# Menhir de Larqué
Le menhir de Larqué, dénommé aussi Peyre de Larqué, est un menhir situé sur la commune de Buanes, dans le département des Landes, en Nouvelle-Aquitaine.

## Description
Situé près de la source du ruisseau de Lagrabe et à 650 m environ à l'ouest du menhir de Guillay, il est constitué d'un monolithe en grès de Coudures. Il mesure 2,60 m de long pour 2,20 m de large et 0,90 m d'épaisseur.
Il est désormais renversé au sol dans une petite pinède et brisé en deux morceaux.